# 失脚
失脚（しっきゃく）とは、指導的立場にいる人物が他からの圧力により指導的立場を離脱させられる行為のこと。主に政治用語として使われる。君主は廃位と称される。

## 概説
通常、一度失脚した人物が再び指導的立場に復帰することは稀で、さらに複数回失脚するのはより稀である。これは権力を一度放棄することで、それまでその人物が持っていた人脈や情報ルートが一度に喪失されるためである。また、失脚した後、新政権や反対者によって殺害（死刑または暗殺）されるケースも少なくない。その次に多いのが幽閉や軟禁である。こちらは権力構成ルートが強固で、権力再掌握の恐れのある人物に対して行われる。ごくまれな例として、中国で毛沢東死後に最高指導者となり短期間で失脚した華国鋒が晩年まで中国共産党中央委員のポストを与えられていたように、失脚後も閑職をあてがわれてそれなりの地位を維持するケースがある。
明確な線引きがあるわけではないが、一般に「失脚」という言葉が用いられるのは、革命やクーデターといった政体そのものの変更ではなく、既存体制の枠組みが維持される中で、権力の座にあった人物がそこから放逐されるといったニュアンスである場合が多い。また、民主主義国家における現職候補が公職選挙で落選する場合は通常失脚と呼ぶことはない。
転じて、現代の企業でも同様のケースは多く見られる。特に社長や一族によるワンマン支配の企業が、クーデター的な経営刷新が行われたときや、トップに立っている本人の不祥事を契機に、前支配者が退任・引退させられるのも失脚と言われる。

## 失脚した人物

### ヨーロッパ
- ガイウス・ユリウス・カエサル（紀元前44年、共和政ローマ）
- グレゴリウス7世（1080年、ローマ・カトリック教会）
- ハインリヒ4世（1105年、神聖ローマ帝国）
- ダンテ・アリギエーリ（1301年、フィレンツェ共和国）
- ニコラ・フーケ（1661年、フランス王国）
- ピョートル3世（1762年、帝政ロシア）
- マクシミリアン・ロベスピエール（1794年、フランス）
- ナポレオン1世（1814年、フランス）
- クレメンス・メッテルニヒ（1848年、オーストリア帝国）
- ナポレオン3世（1870年、フランス）
- ジョルジュ・ブーランジェ（1889年、フランス）
- オットー・フォン・ビスマルク（1890年、帝政ドイツ）
- セルゲイ・ウィッテ（1903年、帝政ロシア）
- ニコライ2世（1917年、帝政ロシア）
- レフ・トロツキー（1925年、ソヴィエト連邦）
- ベニート・ムッソリーニ（1943年、イタリア）
- ニキータ・フルシチョフ（1964年、ソヴィエト連邦）
- アントニオ・サラザール（1970年、ポルトガル）
- エーリッヒ・ホーネッカー（1989年、ドイツ民主共和国）
- ニコラエ・チャウシェスク（1989年、ルーマニア）
- ミハイル・ゴルバチョフ（1991年、ソヴィエト連邦）
- スロボダン・ミロシェヴィッチ（2000年、ユーゴスラビア）

### アジア
- 韓信（紀元前201年、漢）
- 董卓（192年、後漢）
- 大伴金村（540年、日本）
- 橘諸兄（756年、日本）
- 和気清麻呂（769年、日本）
- 道鏡（770年、日本）
- 菅原道真（901年、日本）
- 藤原伊周（996年、日本）
- 王安石（1076年、北宋）
- 岳飛（1141年、南宋）
- 源義仲（1184年、日本）
- 梶原景時（1200年、日本）
- 衛紹王（1213年、金）
- 和田義盛（1213年、日本）
- 安達泰盛（1285年、日本）
- 燕山君（1506年、朝鮮）
- 光海君（1623年、朝鮮）
- 田沼意次（1786年、日本）
- 徳川慶喜（1867年、日本）
- 大隈重信（1881年、日本）
- 康有為（1898年、清）
- 宣統帝・愛新覚羅溥儀（1911年、清）（1945年、満州国）
- 桂太郎（1913年、日本）
- 東條英機（1944年、日本）
- ゴ・ディン・ジエム（1963年、ベトナム共和国）
- スカルノ（1965年、インドネシア）
- 劉少奇（1968年、中華人民共和国）
- 鄧小平（1968年、1973年、中華人民共和国）
- 田中角栄（1974年、日本） - 田中金脈問題に関する疑惑を追及され内閣総理大臣を辞任。
- ポル・ポト（1979年、カンボジア） - カンボジア・ベトナム戦争でポル・ポト政権（民主カンプチア）が崩壊したことによる。
- フェルディナンド・マルコス（1986年、フィリピン） - エドゥサ革命により大統領職を辞任し事実上の亡命。
- 胡耀邦（1987年、中華人民共和国） - 中国共産党中央委員会総書記を解任される。
- 趙紫陽（1989年、中華人民共和国） - 六四天安門事件により中国共産党の全職務を解任される。
- 竹下登（1989年、日本） - リクルート事件に関する疑惑を追及され内閣総理大臣を辞任。
- スハルト（1998年、インドネシア） - アジア通貨危機による国内情勢の混乱により大統領職を辞任。
- アブドゥルラフマン・ワヒド（2001年、インドネシア）
- サッダーム・フセイン（2003年、イラク）
- アスカル・アカエフ（2005年、キルギスタン）
- タクシン・シナワット（2006年、タイ）
- 猪瀬直樹（2013年、日本・東京都） - 徳洲会グループからの不透明な資金提供問題を追及され東京都知事を辞任。
- 舛添要一（2016年、日本・東京都） - 政治資金の公私混同疑惑を批判され東京都知事を辞任。
- 朴槿恵（2017年、大韓民国） - 崔順実の国政介入に関するスキャンダル（崔順実ゲート事件）により国会で弾劾訴追案が可決され大統領職を罷免される。
- アウンサンスーチー（2021年、ミャンマー） - 国軍によるクーデターで身柄拘束。

### 南北アメリカ
- フルヘンシオ・バティスタ（1959年、キューバ）
- リチャード・ニクソン（1974年、アメリカ合衆国）
- マヌエル・ノリエガ（1989年、パナマ）
- アウグスト・ピノチェト（1990年、チリ）
- アルベルト・フジモリ（2000年、ペルー）
- ジルマ・ルセフ（2016年、ブラジル）
- ペドロ・カスティジョ（2022年、ペルー）

### アフリカ
- パトリス・ルムンバ（1960年、コンゴ民主共和国）
- ジャンベデル・ボカサ（1979年、中央アフリカ）
- モハメド・シアド・バーレ（1991年、ソマリア）
- ホスニー・ムバーラク（2011年、エジプト）

### 企業における失脚
- ウィリアム・C・デュラント （1910年、1920年、アメリカ、ゼネラルモーターズ）
- 横井英樹 (1982年、日本、ホテルニュージャパンなど)
- 岡田茂（1982年、日本、三越）
- 江副浩正（1989年、日本、リクルート）
- 鹿内宏明（1992年、日本、フジテレビジョン）
- 角川春樹（1993年、日本、角川書店）
- 遠山景久（1993年、日本、アール・エフ・ラジオ日本）
- 中内㓛（2001年、日本、ダイエー）
- 堤義明（2004年、日本、西武鉄道グループ）
- 高塚猛（2004年、日本、リクルートホールディングス・ダイエー）
- 堀江貴文（2006年、日本、ライブドア）
- 井川意高（2011年、日本、大王製紙）
- 大塚勝久（2015年、日本、大塚家具）
- カルロス・ゴーン（2018年、日本・フランス、日産自動車・ルノー）
- 岡野光喜（2018年、日本、スルガ銀行）